# Mária Gulácsy
Mária Gulácsy, née le 27 avril 1941 à Beregszász dans le Royaume de Hongrie (aujourd'hui Berehove en Ukraine) et morte le 13 avril 2015 à Budapest (Hongrie), est une fleurettiste hongroise.

## Carrière
Elle est sacrée championne du monde par équipe en 1962 et 1967, vice-championne du monde par équipes en 1966 et médaillée d'argent par équipe aux Jeux olympiques d'été de 1968.